# Ricardo Mangue Obama Nfubea

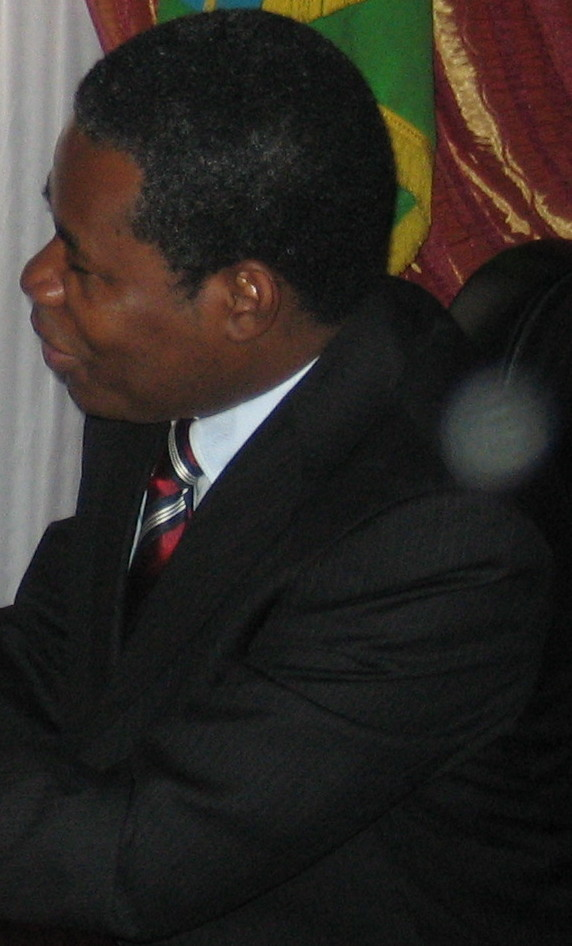
Ricardo Mangue Obama Nfubea

Ricardo Mangue Obama Nfubea (* ca. 1961) war vom 14. August 2006 bis 8. Juli 2008 Premierminister von Äquatorialguinea. Er löste Miguel Abia Biteo Boricó ab.
Er ist von Beruf Anwalt und Mitglied der Partido Democrático de Guinea Ecuatorial (PDGE). Zuvor hatte er verschiedene Ministerposten, wie Arbeit und Bildung, inne und war Vizepremierminister in der Vorgängerregierung. Er ist seit der Unabhängigkeit 1968 der erste Premierminister aus dem Volk der Fang, welche vier Fünftel der Bevölkerung Äquatorialguineas stellen.
Teodoro Obiang Nguema Mbasogo, der Präsident des kleinen afrikanischen Landes, hatte den vorherigen Premierminister über mehrere Monate der Korruption und teilweiser Inkompetenz bezichtigt. Sein Nachfolger wurde Ignacio Milam Tang.